# Paucsinalehota
Paucsinalehota (másképpen Pócsszabadja, szlovákul Pavčina Lehota) község Szlovákiában, a Zsolnai kerület Liptószentmiklósi járásában.

## Fekvése
Liptószentmiklóstól 7 km-re dél-délnyugatra, a Deményfalvi-völgy végénél fekszik.

## Története
Felette, a Szina-hegyen, a Na Jame nevű területen találták meg Szlovákia legmagasabban fekvő várhelyét, melyet a puhói kultúra népe lakott. Az erősséget később a La Tène-kultúra népe is használta, sőt a római korban egészen a 4. századig használatban volt.
A mai települést valószínűleg a 13. század utolsó éveiben alapították Bodafalva határában, létezésére a szomszédos települések okleveiben vannak utalások. Ekkor adta III. András király területét hűséges udvarnokainak. A falu egy korai majorból fejlődött ki. 1365-ben „Lehota” néven említik először, amikor a Bodiczky család birtoka volt. 1430-ban „Hylhota” alakban bukkan fel. A család kihalása után a 16. század közepétől a Palugyai és az Okolicsányi családé. Ebben az időben kezdett csökkenni a lakossága, melynek ütemét az 1600-ban kitört kolerajárvány tovább gyorsította. 1715-ben 6 adóegysége volt. 1784-ben 18 házában 180 lakos élt.
A 18. század végén Vályi András így ír róla: „Paucina Lehota. Tót falu Liptó Várm. földes Urai Okolicsányi, és több Uraságok, lakosai külömbfélék, fekszik Bodafálvának szomszédságában, mellynek filiája, legelője, és földgye közép termékenységű, határja alkalmatos, fája mind a’ két féle van.”
1828-ban 21 háza és 207 lakosa volt. Lakói fakitermeléssel, földműveléssel foglalkoztak.
Fényes Elek 1851-ben kiadott geográfiai szótárában így ír a faluról: „Lehota (Pavcsina), tót f., Liptó vmegyében, 21 kath., 186 evang. lak. Nagy, de sovány határ, fenyvese van. F. u. Palugyay, Okolicsányi.”
1897-ben a falu egész alsó része leégett. A trianoni diktátumig Liptó vármegye Liptószentmiklósi járásához tartozott.
Az utolsó nagyobb tűzvész 1935-ben pusztított, amikor 3 családi ház égett le gazdasági épületekkel együtt. Egyre inkább üdülőfalu, a Deményfalvi-völgybe menő kirándulások kiindulópontja.

## Népessége
| Év:            | 1994. | 2004.   | 2014.   | 2024.   |
| -------------- | ----- | ------- | ------- | ------- |
| Emberek száma: | 353   | 343     | 373     | 401     |
| Eltérés:       |       | -2,83 % | +8,74 % | +7,50 % |

| Év:            | 2023. | 2024.   |
| -------------- | ----- | ------- |
| Emberek száma: | 404   | 401     |
| Eltérés:       |       | -0,74 % |

1910-ben 276, túlnyomórészt szlovák lakosa volt.
2001-ben 351 lakosából 302 szlovák volt.
2011-ben 349 lakosából 335 szlovák.

## Nevezetességei
- Fa haranglába 1883-ban épült, régen időmérő funkciója is volt.

## Külső hivatkozások
- A község az Alacsony-Tátra turisztikai honlapján
- Községinfó
- Paucsinalehota Szlovákia térképén
- E-obce.sk Archiválva 2008. január 12-i dátummal a Wayback Machine-ben